# Szeli Ildikó
Szeli Ildikó (1943. – 1998.) magyar színésznő.

## Pályafutása
„Az egész vonzalom Miskolcon kezdődött. Irodában dolgoztam adminisztrátorként, és egyik napról a másikra engem is megcsapott a színház varázsa…olvastam az újságban, hogy a Miskolci Nemzeti Színház felvételt hirdet az énekkarba. Az egész családom legnagyobb bosszúságára jelentkeztem erre a fölvételre, otthagytam a „biztos” titkárnői állásomat és elmentem havi ezer forintért énekelni a színházba…Énekkari tagból két év után lettem táncos, miután előtte évekig balettoztam… úgy éreztem, hogy bennem több van, hogy meg kellene próbálni az igazi színjátszást, hát elszerződtem Szolnokra, segédszínésznek. Ekkor ezt a „státuszt” még így hívták. Szolnokon pedig egyből „bedobtak a mélyvízbe”. Egy szovjet zenés darab főszerepét kellett eljátszanom. Három napom volt, hogy beugorjak Dunajevszkij Fehér akácok című darabjába, Kátya szerepébe.”

A Miskolci Nemzeti Színházban kezdte pályáját, ahol kezdetben énekkari tag, majd táncosnő volt. 1962-től segédszínészként játszott Szolnokon és Miskolcon. 1970-től a szolnoki Szigligeti Színház színésznője volt. 1981-től alapító tagja volt a nyíregyházi Móricz Zsigmond Színház állandó társulatának, ekkor 
és 1982-ben nyilatkozta:

„1970-től a Szolnoki Szigligeti Színháznál voltam szerződésben, ahol végigjártam a színészképzés "létráját". Hogy miket játszottam, nehéz lenne felsorolni tíz esztendő távlatából! Sok mindent: zenés és prózai darabokban egyaránt.”

„Dolgoztam Major Tamással, Csiszár Imrével, Valló Péterrel és még sorolhatnám ... A színészek közül emlékezetes volt számomra Iványi Jóska, Csomós Mari, Papp Zoltán, de hát nem tudom felsorolni a játszótársakat, hiszen annyian voltak… ”

 1984-től két évadot a debreceni Csokonai Színháznál töltött. 1986-tól a Békés Megyei Jókai Színház színésznője és rendezőasszisztense volt. 1997-ben visszatért Szolnokra, ahol a Szobaszínházban Nicola Manzari: Pablito nővérei című darabban játszott. Önállóesteken is fellépett és rendezőasszisztensként is tevékenykedett.
Férje: Lengyel István színész volt.

## Fontosabb színházi szerepei
- Euripidész: Trójai nők... Karvezető
- Arisztophanész: Lüszisztraté... Kalüké
- Molière: Tudós nők... Mari, szakácsnő
- Molière:  Versailles-i rögtönzés... Hervé kisasszony, kényeskedő szolgáló
- Alexandre Dumas: A három testőr... Milady; Vendéglősné
- George Bernard Shaw: Szent Johanna... Le Trémaille hercegnő
- Samuel Beckett: A játszma vége... Nell
- Bertolt Brecht: Puntila úr és a szolgája, Matti... A patikus kisasszony
- Friedrich Dürrenmatt: Az öreg hölgy látogatása... Második asszony
- Mihail Afanaszjevics Bulgakov: Álszentek összeesküvése... Mariette Rival
- Mihail Afanaszjevics Bulgakov: Bíbor sziget... szereplő
- Valentyin Petrovics Katajev: Bolond vasárnap... Klára Lurkó; Olga
- Emil Braginszkij – Eldar Alekszandrovics Rjazanov: Ma éjjel megnősülök... Vali, Anna egyik barátnője
- Jaroslav Hašek: Az út avagy Svejk, a derék katona további kalandjai... Marka, parasztasszony; Aranka, cseléd
- Nicola Manzari: Pablito nővérei... Második novícia
- Vernon Sylvaine: Madame Louise szalonja... Gyöngyi
- Dalmiro Sáenz: Ez aztán szerelem... Evangelina anyja
- Mark Twain: Tom Sawyer mint detektív... Mrs. Matthews
- Lionel Bart: Oliver... Mrs. Bedwin
- Fazekas Mihály – Schwajda György: Ludas Matyi... Matyi anyja
- Fésűs Éva – Gebora György: A csodálatos nyúlcipő... Szürkeanyu
- Móricz Zsigmond: Úri muri... Öregasszony
- Csurka István: Szájhős... Tilda
- Kaló Flórián: Négyen éjfélkor... Stefánia
- Tamási Áron: Búbos vitéz... Nyúl, hírhordó
- Gábor Andor: Dollárpapa... Hrabovszkyné
- Beleznay István – Virágh Elemér: Aranyhegedű... Prológ
- Ábrahám Pál: Bál a Savoyban... Juliette
- Ábrahám Pál: Sybill... Sarah, zongoraművésznő
- Kálmán Imre: Bajadér... Rosay
- Iszaak Oszipovics Dunajevszkij: Fehér akácok... Kátya
- Romhányi József – Fényes Szabolcs: Hamupipőke... Gyöngyike
- Déry Tibor – Pós Sándor – Presser Gábor – Adamis Anna: Képzelt riport egy amerikai popfesztiválról... Marianne
- Hubay Miklós – Ránki György – Vas István: Egy szerelem három éjszakája... Csilla
- Schönthan testvérek – Kellér Dezső – Horváth Jenő – Szenes Iván: A szabin nők elrablása... Róza

## Önálló estek
- Ákombákom (zenés gyermekműsor Mészáros Mihállyal közösen)[5]
- Libalagzi (gyermekműsor Závory Andreával közösen)[6]
- Szerelem?! (szórakoztató est Závory Andreával és Lengyel Istvánnal közösen)[7]
- Fizetek főúr! (zenés est, Lengyel Istvánnal és Rudas Istvánnal közösen, közreműködik Tomasovszki Pál zongorán)[8]

## Televízió, filmek
- Búbos vitéz (színházi előadás tv-felvétele, 1983)